# Штраус, Ксавьер
Ксавьер Штраусс (нем. Xaver Strauß; 29 мая 1910, Фельбург, Германская империя — 8 декабря 1998, Вайден, Германия) — гауптштурмфюрер СС, начальник административного отдела концлагеря Маутхаузен.

## Биография
Ксавьер Штраус родился 29 мая 1910 года в семье налогового инспектора Михаэля Штрауса и его супруги Марии. После посещения народной школы и четырёхлетнего обучения в средней школе в 1925 году начал изучать торговое дело. До 1930 года был торговым служащим в одной из фирм. С 1931 по 1934 года был безработным.
В ноябре 1933 года был зачислен в ряды Общих СС (№ 161264). В апреле 1934 года добровольно поступил на службу в охрану концлагеря Дахау. В 1936 году ему было поручено заниматься вопросами размещения охраны и узников в концлагере Дахау. В 1937 году вступил в НСДАП (билет № 5020952). 20 апреля 1938 года после того как Штрауса повысили до унтерштурмфюрера СС, он стал начальником административного отдела концлагеря Дахау. В августе 1938 году был переведён в концлагерь Флоссенбюрг, где изначально занимал должность заместителя начальника административного отдела и казначея. Осенью 1939 года стал начальником административного отдела концлагеря Флоссенбюрг. В марте 1940 года стал начальником административного отдела концлагеря Нойенгамме. В мае 1940 года стал начальником административного отдела концлагеря Маутхаузен. В его обязанности входили вопросы питания, поставка одежды, размещение персонала лагеря и заключенных, техническое оборудование, оснащение охраны, работа прачечных и мастерских. Кроме того, возглавлял расстрельные команды, что подтверждалось многочисленными показаниями. Бывший заключённый Петер Блаймюллер, который работал в мастерской рядом с местом казни свидетельствовал, что Штраус во время казни добивал выстрелом ещё живых узников.
1 сентября 1942 года был отправлен в 1-ю пехотную бригаду СС, воевавшую на Восточном фронте. В феврале 1943 года вернулся на свой прежний пост в концлагерь Маутхаузен, который занимал до апреля 1945 года. 7 мая 1945 года близ Штайра сдался американским войскам и был взят в плен. В июне 1946 года был доставлен в Дахау и стал обвиняемым на одном из последующих процессов по делам о преступлениях в концлагере Маутхаузен. На суде не признал себя виновным и отрицал участие в казнях и наказаниях узников. 25 августа 1947 года американским военным трибуналом был приговорён к пожизненному заключению.  25 октября 1954 года был освобождён из Ландсбергской тюрьмы. После освобождения устроился на работу в текстильную компанию в Вайдене.